# Prasinocyma ruficollis
Prasinocyma ruficollis là một loài bướm đêm trong họ Geometridae.